# Justizvollzugsanstalt Nürnberg
Die Justizvollzugsanstalt Nürnberg ist mit insgesamt 985 Haftplätzen (einschließlich Jugendarrestanstalt) die zweitgrößte Justizvollzugsanstalt des Freistaates Bayern nach der Justizvollzugsanstalt München.
Ihre Abteilungen erstrecken sich über ein 8 Hektar großes Gelände (ohne die Außenstelle Lichtenau), das direkt an den Justizpalast grenzt. Sie ist verwaltungs- und versorgungsmäßig auch für die Justizvollzugsanstalt Lichtenau zuständig.

## Geschichte

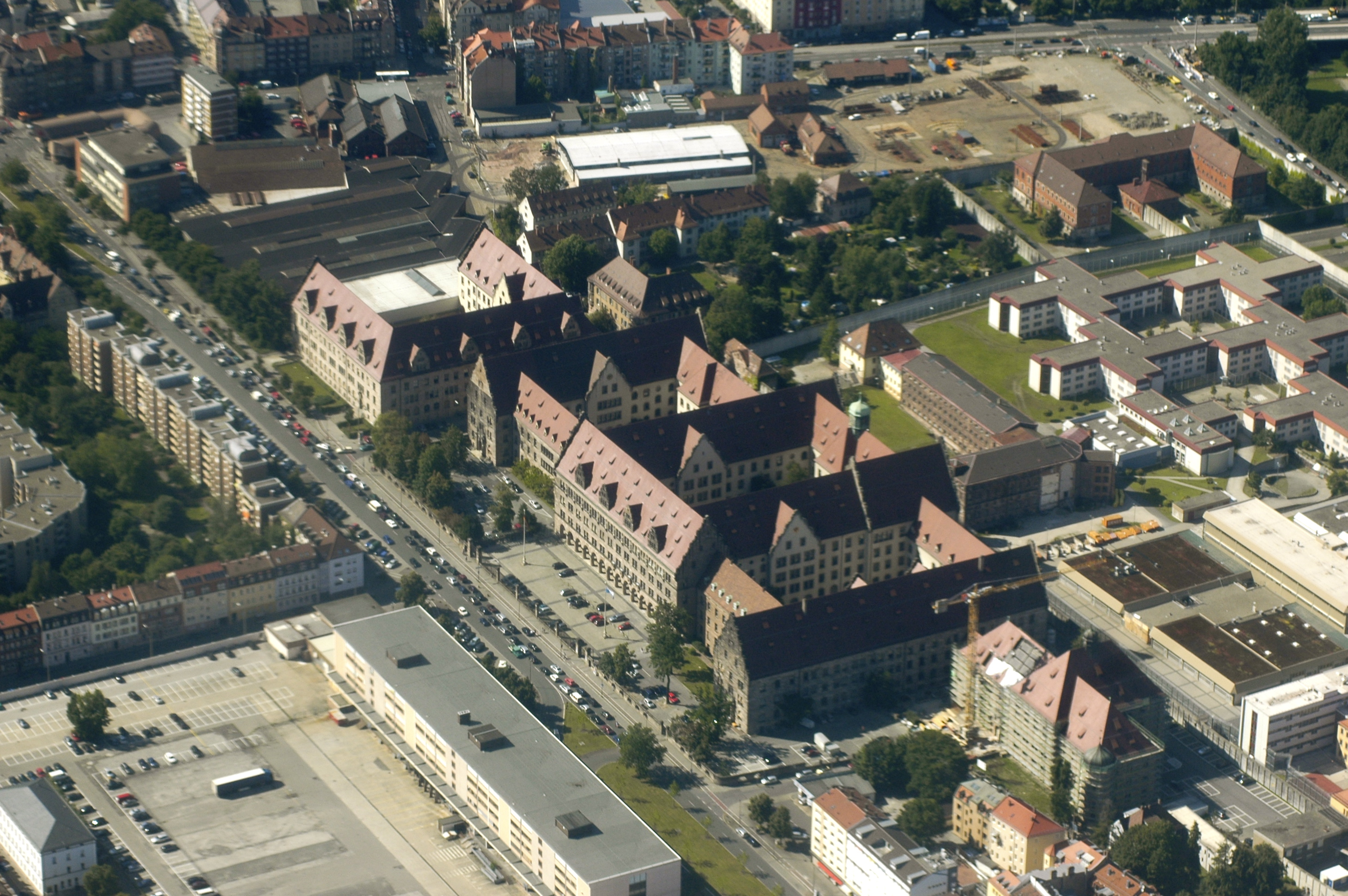
Justizpalast, Altbauflügel und Teil der JVA Nürnberg

Der Gebäudekomplex wurde in mehreren Bauphasen errichtet: Von 1865 bis 1868 wurde das Zellengefängnis Nürnberg erbaut, aus dem später die Männeranstalt hervorging. Zwischen 1886 und 1888 entstand die Frauenanstalt. Von 1889 bis 1901 wurde die Untersuchungshaftanstalt errichtet.
Zwischen 1945 und 1949 wurden im Justizpalast die Nürnberger Prozesse geführt. 1945 erfolgte die Requirierung des Zellengefängnisses. 1945 und 1946 waren die Angeklagten des Nürnberger Prozesses gegen die Hauptkriegsverbrecher, darunter Hermann Göring, in einem Flügel des Zellengefängnisses untergebracht.
1952 wurde das Nürnberger Zellengefängnis an die deutschen Behörden übergeben. Ab 1970 erfolgten Erweiterungs- und Neubauten. 1972 wurde die Untersuchungshaftanstalt durch einen weiteren Bau erweitert. 1980 entstand ein Versorgungszentrum mit Küche, eine Wäscherei und eine Heizzentrale und von 1986 bis 1998 ein neues Unterkunftsgebäude in E-Form (Häuser A–E). 1990 wurde das Betriebsstättengebäude mit modernen Werkstätten errichtet. 1998 wurde das Zentralgebäude mit Mehrzwecksaal und Turnhalle eingeweiht.
Bis in die 1970er war die Ehemalige Strafanstalt am Holzweiher östlich vom Zerzabelshof in Betrieb. Hier arbeiteten die Gefangenen tagsüber im landwirtschaftlichen Umfeld. 1989/1990 berichteten Betroffene über großflächige Zensur und ein anschließendes Verbot der Gefangenenzeitung Allmächt.

## Aufteilung
Die Untersuchungshaftanstalt hat insgesamt 373 Haftplätze, welche aufgeteilt sind in Einzelhafträume sowie Gemeinschaftshaftplätze. Im Gebäude der Untersuchungshaftanstalt befinden sich auch die Transportabteilung sowie die Krankenabteilung.
Die Strafhaftabteilung für Männer (in Nürnberg deshalb immer noch Männeranstalt genannt) verfügt über 405 Haftplätze. Der gesamte Gebäudekomplex ist baulich aufgeteilt in 5 Haftgebäude in welchen sich auch Gruppen- und Freizeiträume befinden.
Die Frauenanstalt bietet insgesamt 63 Haftplätze.
Die Jugendarrestanstalt ist baulich sowie auch logistisch getrennt in einem Teil der Frauenanstalt untergebracht. Es sind 45 Arrestplätze für Jugendliche vorhanden.
Mit „Gefängnis light“ wird die Außenstelle Lichtenau bezeichnet, da sich dort die Abteilung des offenen Vollzuges befindet. Sie verfügt über 99 Haftplätze in der überwiegend Erstbestrafte aufgenommen sowie Ersatzfreiheitsstrafen vollstreckt werden und ist ca. 38 km von Nürnberg entfernt in der Nähe von Ansbach.

## Zuständigkeit
Die Justizvollzugsanstalt Nürnberg ist sachlich und örtlich zuständig für Männer im geschlossenen Vollzug mit Freiheitsstrafen im Erstvollzug bis zu 6 Monate für die Gerichtsbezirke Nürnberg, Fürth, Erlangen und im Regelvollzug für die Bezirke Nürnberg, Fürth, Erlangen, Hersbruck, Neumarkt in der Oberpfalz, Neustadt an der Aisch bis zu 2 Jahren. 44 Prozent der Inhaftierten sind Ausländer, aus 84 Ländern.
In Sachen Untersuchungshaft ist die Justizvollzugsanstalt Nürnberg zuständig für die Amtsgerichtsbezirke Nürnberg, Fürth, Erlangen, Hersbruck, Neumarkt in der Oberpfalz, Neustadt an der Aisch und Schwabach.
Die Frauenanstalt der Justizvollzugsanstalt Nürnberg ist für Freiheitsstrafen bis zu 9 Monaten im Erst- und Regelvollzug für die Gerichtsbezirke Deggendorf, Passau, Amberg, Ansbach, Nürnberg, Fürth, Regensburg, Weiden in der Oberpfalz zuständig. Untersuchungshaft an Frauen wird nur für die Gerichtsbezirke Nürnberg, Fürth und Ansbach vollzogen.

## Tätigkeiten der Inhaftierten
Strafgefangene sowie jugendliche und heranwachsende Untersuchungshäftlinge sind zur Arbeit verpflichtet. Es bieten sich verschiedene Arbeitsplätze, aufgeteilt in 13 eigene Anstaltsbetriebe: ein Malerbetrieb, ein Maurerbetrieb, ein Elektrobetrieb, eine Buchbinderei/Druckerei, eine Wäscherei, eine Kfz-Werkstatt, eine Schuhmacherei, Arbeitstherapie, Installation, eine Schlosserei, eine Schreinerei, eine Schneiderei und eine Gärtnerei.
Darüber hinaus gibt es verschiedene Bildungsmöglichkeiten. Die Teilnahme an Kurzlehrgängen wie der „Europäische Computerpass“, eine „Qualifizierung zum Holzmaschinenbediener“ und eine „Ausbildung zum Gabelstaplerfahrer“ dienen dazu, die Chancen der Wiedereingliederung zu erhöhen. Ebenso ist es den Gefangenen möglich durch einen sogenannten „Quali-Lehrgang“ ihren Qualifizierenden Hauptschulabschluss erwerben zu können. Weitere Kurse, welche nach Bedarf angeboten werden, sind u. a. Deutsch für Ausländer, Alphabetisierung und ein Rechenkurs. Eine Berufsausbildung im jeweiligen handwerklichen Anstaltsbetrieb ist ebenso gegeben, jedoch in Folge kurzer Strafzeiten selten durchführbar.
Eine bedeutende Rolle der Wiedereingliederung spielt auch die Freizeitgestaltung. Hier werden verschiedene Sportarten wie z. B. Volleyball, Basketball, Tischtennis u. a. angeboten, vereinzelt auch Kraftsport.
In der Anstaltsbibliothek steht zahlreiche Literatur zur Verfügung, auch in verschiedenen Sprachen. Der Verleih von Gesellschaftsspielen wird von zahlreichen Gefangenen genutzt.
Auch finden mehrmals im Jahr Konzerte und Theateraufführungen statt.

## Rundfunk, Film
Der Nürnberger Radiosender Energy Nürnberg sendete an einem Tag im Frühjahr 2011 seine Morningshow „live“ aus der Justizvollzugsanstalt Nürnberg.
Unter anderem wurden folgende Filme, zumindest einige Teile, in dem noch erhaltenen Altbauflügel des ehemaligen Sternenbaus des Zellengefängnisses Nürnberg gedreht:
- Speer und Er: Ein 3-teiliges Doku-Drama über die Geschichte von Albert Speer und seine Beziehung zum ehemaligen Diktator Adolf Hitler.
- Bandits: Ein Film über eine weibliche Gefängnisband, welche unverhofft flüchten kann.
- Leo und Claire: Alltags- und Liebes-Geschichte im Deutschen Reich 1933 bis 1945 um einen jüdischen Kaufmann, der in Nürnberg Opfer einer Denunzierung wird.
- Gier: Ein Film mit Heiner Lauterbach.[6]
- Unsere Mütter, unsere Väter: Ein Kriegsdrama über das Leben im Zweiten Weltkrieg von fünf Freunden.

## Sonstiges
Eine bekannte Insassin der JVA Nürnberg war Tatjana Gsell.
2009 ist zwei Häftlingen eine spektakuläre Flucht aus der JVA Nürnberg gelungen.
Von 2006 bis 2015 war in der JVA Nürnberg ein Drogenspürhund namens Basco für das Aufspüren von Drogen zuständig.